# IC 4343
IC 4343 је елиптична галаксија у сазвјежђу Волар која се налази на листи објеката дубоког неба у Индекс каталогу.
Деклинација објекта је + 25° 7' 21" а ректасцензија 13h 54m 55,7s. Привидна величина (магнитуда) објекта IC 4343 износи 14,5 а фотографска магнитуда 15,5. IC 4343 је још познат и под ознакама MCG 4-33-24, CGCG 132-44, PGC 49470.